# 大岡忠英
大岡 忠英（おおおか ただふさ、慶安3年（1650年） - 元禄9年2月5日（1696年3月8日））は、江戸時代前期の旗本。旗本・大岡佐渡守忠種の次男。大岡忠相の従兄にあたる。大番士。通称は三之丞。五左衛門。妻は高田庄右衛門政信の娘。
大目付を務めた旗本の大岡忠種の次男として生まれた。寛文7年（1667年）に書院番となり、寛文9年（1669年）に300俵を賜る。天和2年（1682年）に父の蔵米500俵を分与され、先の300俵は収公となる。元禄9年（1696年）、旧島原藩主高力隆長の子で上役であった大番頭の高力忠弘に養子願いに伺い、屋敷内で口論の末に忠弘を殺害して自刃しお家断絶となった。享年46。この事件により、大岡忠相ら一族は連座して閉門処分となった。